# Jeu-Maloches
Jeu-Maloches là một xã ở tỉnh Indre khu vực trung bộ Pháp. Xã này có diện tích 12,73 km², dân số thời điểm năm 1999 là 121 người. Khu vực này có độ cao trung bình 134 mét trên mực nước biển.